# Projekt 320
Projekt 320 je třída nemocničních lodí sovětského námořnictva. Žádná z těchto lodí není vybavena dělostřeleckými zbraněmi a střelba na ně je považována za válečný zločin. Plavidlo pokračuje ve službě v ruského námořnictvu dodnes.

## Stavba

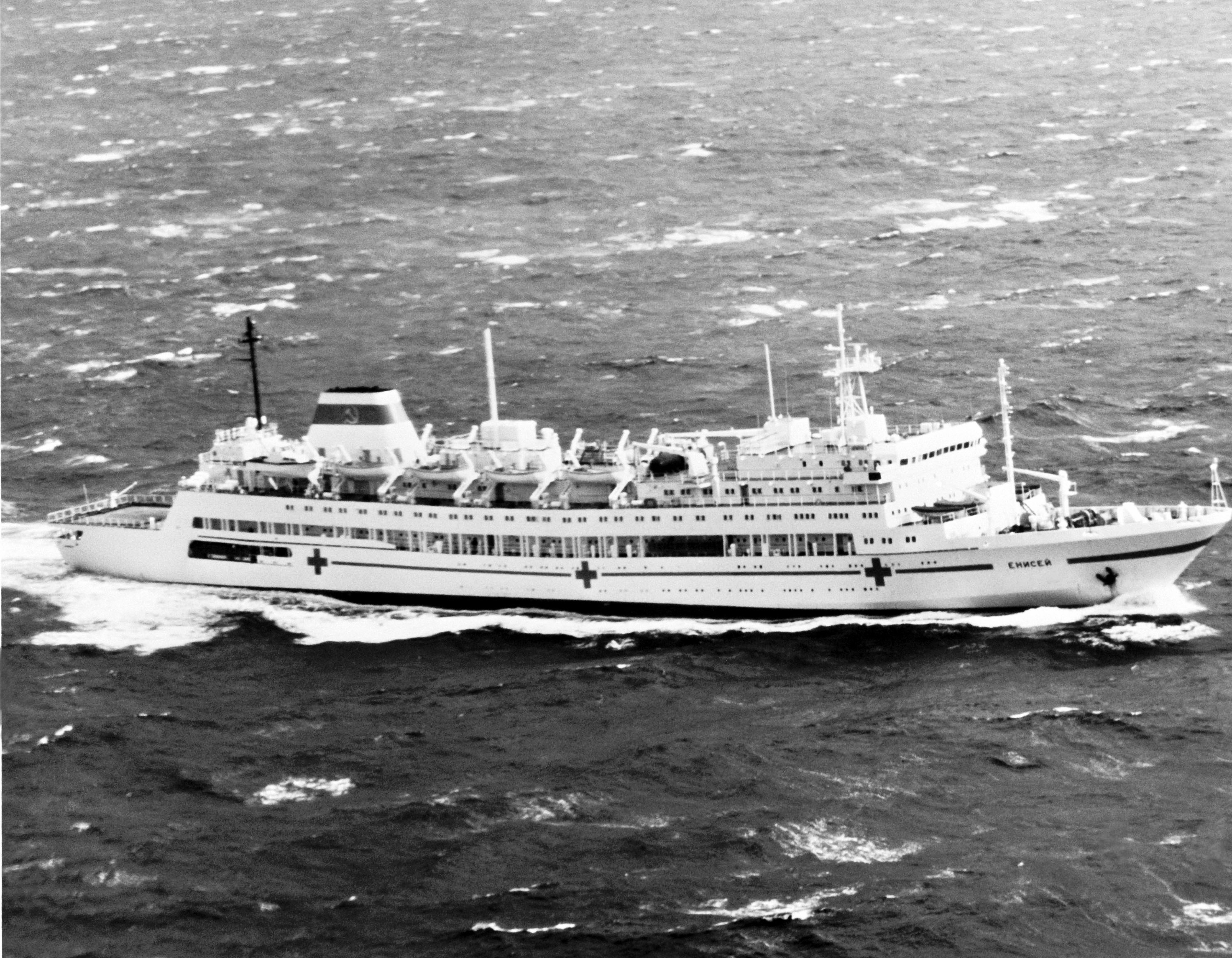
Jenisej

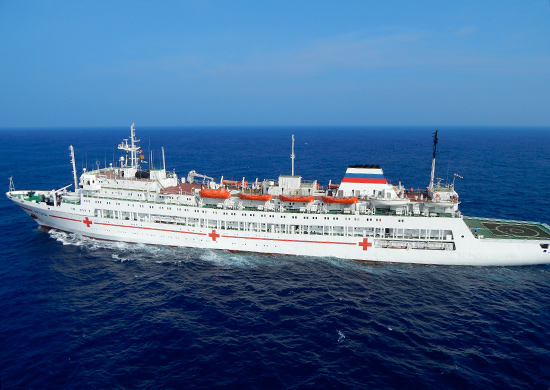
Irtyš

Stavbu prováděla polského loděnicí Stocznia Szczecińska ve Štětíně.
Jednotky této třídy:
| Jméno   | Verze          | Založení kýlu      | Spuštěna         | Vstup do služby   | Status                 |
| ------- | -------------- | ------------------ | ---------------- | ----------------- | ---------------------- |
| Ob      | Projekt 320    |                    | 28. března 1980  | 1980              | vyřazen 16. srpna 1997 |
| Jenisej | Projekt 320    |                    |                  | 31. ledna 1981    | aktivní                |
| Svir    | Projekt 320 II |                    |                  | červenec 1989     | aktivní                |
| Irtyš   | Projekt 320 II | 25. listopadu 1988 | 6. července 1989 | 31. července 1990 | aktivní                |
|         | Projekt 320 II |                    |                  |                   | nedokončený            |

## Konstrukce

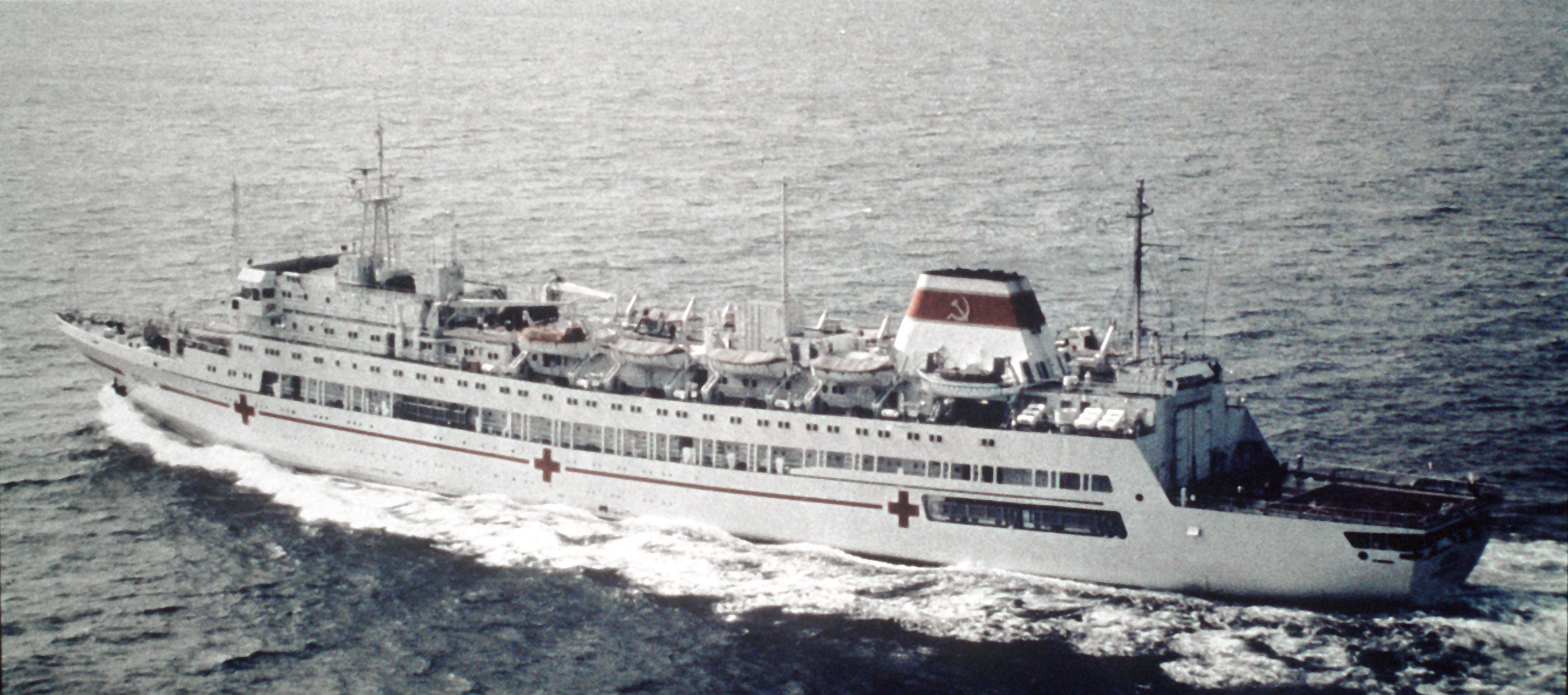
Ob v roce 1982

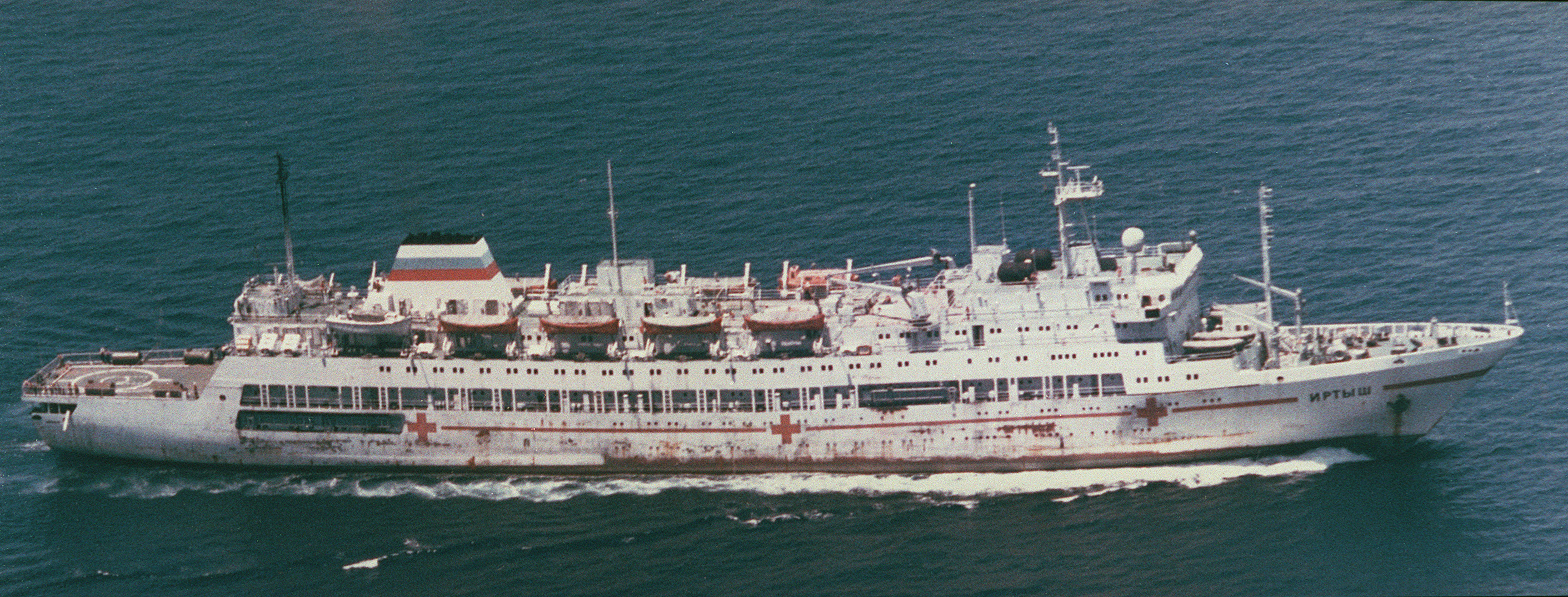
Irtyš v roce 1994

Velikost posádky je při nasazení 124 námořníků a 83 členů zdravotnického personálu. Palubní nemocnice má 300 lůžek, nebo v případě nouze (např. evakuaci) krátkodobě až 650 pasažérů. K dispozici více než deset terapeutických a diagnostických oddělení, tři operačních sály a jeden lékárna. Loď nenese výzbroj. Na zádi se nachází přistávací plocha a hangár pro jeden pátrací a záchranný vrtulník typu Kamov Ka-25PS či Ka-27PS. Pohonný systém tvoří dva diesely Zgoda-Sulzer 12ZV40/48, každý o výkonu 7800 hp, pohánějící dva lodní šrouby. Nejvyšší rychlost dosahuje 19 uzlů. Dosah je 10000 námořních mil při rychlosti 16 uzlů.